# Гиперподключенность
Гиперподключенность — состояние среды, в которой число устройств, активных RFID-меток и приложений, подключенных к сети, намного превосходит число людей, использующих сеть для передачи данных.
Гиперподключенность подразумевает подключение к сети всех устройств, свойства и функциональность которых за счет этого могут быть улучшены. В ближайшее время все электронные устройства — телефоны, компьютеры, видеокамеры, игровые приставки, бытовые приборы — обязательно будут работать в сетевом режиме.